# Xiah Junsu
Kim Junsu (hangul: 시아준수; Gyeonggi, 15 de diciembre de 1986), más conocido como Xiah o Junsu, es un cantante, actor, compositor y modelo surcoreano. Fue miembro de la banda de pop surcoreano TVXQ y actual miembro del dúo de K-Pop JYJ.

## Biografía
Junsu nació y se crio en Gyeonggi, Corea del Sur, tiene un hermano mellizo mayor llamado Kim Jun-ho.  
Su prima es la actriz de musicales, Kim Ye-eun (quien está casada con el actor Kang Hong-seok).
Empezó a cantar cuando era un niño en la iglesia adventista a la que asistía con su madre.
En enero de 2016 se reveló que llevaba saliendo seis meses con la cantante surcoreana Hani, sin embargo en septiembre del mismo año se anunció que la relación había terminado debido a sus horarios.
El 23 de abril de 2021 se anunció que como medida de precaución contra el COVID-19 se había realizado una prueba, después de entrar en contacto directo con el actor musical Son Jun-ho (quien había dado positivo) durante los ensayos del musical "Dracula». El 24 de abril se reveló que sus resultados habían dado negativo, pero como medida de prevención y siguiendo las indicaciones del gobierno se mantendría en cuarentena.

## Carrera

### Música
Xiah hizo una audición para SM Entertainment con su mejor amigo Eunhyuk de Super Junior. Xiah se unió a SM Entertainment a la edad de once años después de quedar clasificado en una audición televisiva hecha por los miembros de H.O.T., Moon Hee Jun y Kangta. Debutó con el grupo durante una presentación de BoA y Britney Spears. 
Escogió el nombre de «Xiah» como su nombre artístico, explicando que el nombre era una abreviación de «Asia», que se pronuncia «ah-shee-ah» en coreano. 
Él fue el primer miembro en unirse a TVXQ, a su salida de TVXQ cambió su nombre artístico por simplemente Xia.
En el 2002, Xiah participó en la 6th Annual Starlight Casting System, más tarde también participó en el proyecto de Samsung Anycall, Anyband. El grupo se componía de BoA, Tablo de Epik High, y la pianista de jazz Jin Bora. El grupo tiene solo un sencillo, "anyband». 
En el 2006, colaboró con su compañera de sello Zhang Li Yin para su sencillo debut "Timeless». Xiah escribió y compuso «Nae Gyeote Sumsiur Su Ittdamyeon (White Lie)» (네 곁에 숨쉴 수 있다면), que fue incluido en el tercer álbum de estudio de TVXQ, «O»-Jung.Ban.Hap. Para el proyecto de Trick compuso su solo «Rainy Night». Xiah también escribió «Noeur.. Baraboda (Picture of You)» (노을..바라보다), que apareció en el cuarto álbum Coreano de TVXQ, Mirotic. Para el Tohoshinki 4th Live Tour 2009: The Secret Code en el Tokyo Dome, Xiah interpreta su propia canción Xiahtic en japonés.
El 25 de mayo de 2010 lanzó su 1.er sencillo como solista en Japón llamado "Intoxication» bajo el nombre de Xiah Junsu, el sencillo llegó a ser N.º 1 en distintas páginas de música por internet en Japón. Con un imponente video, y con letra y música compuesta enteramente por él, «Intoxication» también fue lanzada en Corea 2 años después en su álbum como solista.
En el 2012, anunció el lanzamiento de su álbum como solista TARANTALLEGRA, el cual durante el primer día de ventas ocasionó que el sistema de varias web de música en línea colapsaran. Además de que Tarantallegra tuvo un número de pre-órdenes muy alto, llegando también a los primeros lugares del Ranking GAON y HANTEO durante su lanzamiento físico. Luego del lanzamiento del Álbum inició su gira en Asia llamada "XIA 1st Asia Tour~TARANTALLEGRA» para la promoción de su álbum y también, para tener acercamiento con las fanes del continente. La gira por Asia comprendió Tailandia, Taiwán, Indonesia, Shanghái y otros, totalizando 6 ciudades, finalizando en Hong Kong. En el álbum participó su compañero JaeJoong (en la composición de la canción «NO GAIN»)
Luego de concluir la gira por Asia, inició su gira mundial en Nueva York llamada "XIA 1st World Tour~TARANTALLEGRA», para ella, anunció el lanzamiento de su primer sencillo en inglés «Uncommitted» con la colaboración del compositor y productor de Sony Bruce «Automatic» Vanderveer. Para el World Tour, ya ha recorrido 5 ciudades en América, incluyendo Nueva York, Los Ángeles, México DF, São Paulo y Santiago de Chile, continuando luego con 2 ciudades por Europa aun sin confirmar, convirtiéndose así en el Primer Artista Coreano en realizar una gira mundial como solista.

### Televisión
Xiah ha aparecido en dos series de mini-dramas junto a TVXQ: "Banjun Theater» y «Vacation».
Interpretó un papel secundario en el mini-drama de TVXQ "Dating on Earth», lanzado en formato DVD en el 2009.
Hizo una aparición especial en el capítulo 5 del Drama "Scent Of a Woman» interpretándose a él mismo.
Para el comeback de JYJ en el 2011, Junsu actuó junto a Song Ji-hyo para el MV "In Heaven» 
Realizo una aparición especial en el drama Introverted Boss (tvN, 2017) 

## Filmografía

### Teatro / musicales
Reconocido también como «El mejor Idol en la carrera de los Musicales» ha participado ya en 5 puestas en escena, y es considerado el Idol con el mayor poder de venta de entradas, vendiendo el total de las entradas para cada Musical que interpreta. Ha participado en:
- Mozart (como el compositor Mozart)
- Tears Of Heaven (como el soldado Jun)
- Mozart Encore (como el compositor Mozart)
- Kim Junsu, Levay and Friends (puesta en escena con lo mejor de Mozart, Elisabeth y composiciones hechas por Silvester Levay)
- Elisabeth (como Tod)
- Drácula (como el famoso Conde)
- Death Note (como el excéntrico detective L)
- XCALIBUR (como el Rey Arturo)

### Radio
- «Heize’s Diary» - invitado[4]

## Discografía

### Sencillos
- «Intoxication» (sencillo en japonés)
- «Tarantallegra» (primer álbum en coreano)
- "Uncommitted»  (sencillo en inglés)
- «Incredible» (segundo álbum en coreano)
- «Flower» (tercer álbum en coreano)
- «Xignature» (cuarto álbum en coreano)

### OST y DVD
- «You are so Beautiful» (OST del drama «Scent of a Woman»)
- DVD «Musical Mozart + Ost»
- «ELISABETH» Especial Edition - Kim Junsu Version
- DVD "XIA 1st Asia Tour~Tarantallegra»
- "Love is like a snowflake» (OST del drama «Innocet Man/Nice Guy»)
- «The Memory of Wind» (기억을 실어 온 바람) (OST de la serie Jinx's Lover).[5][6]